# Norris Webb
Norris Webb (Panama, 29 ottobre 1945) è un ex cestista panamense.

## Carriera
Con Panama ha disputato i Giochi panamericani di Winnipeg 1967, i Giochi olimpici di Città del Messico 1968 e i Campionati mondiali del 1970.